# Cấy ghép xương
Ghép xương hay cấy ghép xương là một thủ thuật phẫu thuật thay thế xương bị thiếu để sửa chữa việc gãy xương quá phức tạp, gây nguy cơ sức khỏe đáng kể cho bệnh nhân, hoặc khi việc chữa xương sai cách. Một số loại gãy xương nhỏ hoặc cấp tính có thể được chữa khỏi nhưng nguy cơ là lớn hơn đối với gãy xương lớn như gãy xương hỗn hợp.
Xương thường có khả năng tái tạo hoàn toàn nhưng đòi hỏi một không gian gãy xương rất nhỏ hoặc một số loại khung giàn để có thể tái tạo. Ghép xương có thể tự thân (xương được lấy từ cơ thể của chính bệnh nhân, thường từ đỉnh chậu), allograft (xương xác chết thường lấy từ xương), hoặc tổng hợp (thường được làm bằng hydroxyapatite hoặc các chất tương tự và sinh học tự nhiên khác) tương tự tính chất cơ học cho xương. Hầu hết ghép xương dự kiến sẽ được tái hấp thu và được thay thế khi xương tự nhiên lành lại sau vài tháng.
Các nguyên tắc liên quan đến ghép xương thành công bao gồm osteoconduction (hướng dẫn tăng trưởng tự tái tạo của xương tự nhiên), osteoinduction (khuyến khích các tế bào không phân biệt chuyển sang hoạt động osteoblasts), và osteogenesis (sống xương tế bào trong các vật liệu ghép góp phần tu sửa xương). Sự hình thành xương chỉ xảy ra với mô cấy của cùng một người và các ma trận xương tế bào lấy của người khác.